# Ouragan Otis
Pour les articles homonymes, voir Otis.
L'ouragan Otis est la quinzième tempête tropicale nommée de la saison cyclonique 2023 dans l'océan Pacifique nord-est. En 24 heures, il passe d'une tempête tropicale avec des vents soutenus de 85 km/h à un ouragan avec des vents de 260 km/h, soit une augmentation de 175 km/h. Il présente ainsi la seconde croissance la plus rapide enregistrée après l'ouragan Patricia de 2015, et la plus rapide enregistrée dans le Pacifique Est. Otis atteint la catégorie 5 puis touche terre le 25 octobre, à proximité de la station balnéaire d'Acapulco laquelle subit des dégâts très étendus. Il est le premier de catégorie 5 à toucher terre sur la cote Est-Américaine. Malgré son extrême intensité, Otis n'a présenté qu'un rayon de 110 kilomètres de vents violents.
L'ouragan a fait au moins 52 morts et 32 autres disparus. Les dégâts ont été estimés à plusieurs milliards de dollars $US, plusieurs agences mentionnant entre 12 et 16 milliards $US, ce qui en fait l'ouragan mexicain le plus coûteux, dépassant l'ouragan Wilma. En raison de l'impact dévastateur de la tempête sur le Mexique, le nom Otis a été retiré des listes futures de nom de systèmes tropicaux pour le Pacifique nord-est et remplacé par Otilio pour la saison 2029.

## Évolution météorologique

Imagerie satellitaire rehaussée d'Otis alors qu'il touche terre à Acapulco le 25 octobre, montrant la température très froide des sommets de nuages et l'œil.

Le National Hurricane Center (NHC) a mentionné pour la première fois le 15 octobre qu'une zone dépressionnaire devait se former au sud du Guatemala et du Salvador vers le milieu de la semaine. Cela s'est effectivement produit le 18 octobre à plusieurs centaines de kilomètres au sud du golfe de Tehuantepec, où on retrouvait des orages désorganisés.
Le système s'est organisé au cours des jours suivants, devenant la dépression tropicale Dix-huit-E à 15 h UTC le 22 octobre avec une activité convective forte et croissante près de son centre bien défini. Six heures plus tard, la dépression se transforme en tempête tropicale et reçoit le nom d’Otis à la suite d'une légère augmentation de son organisation. La tempête naissante se déplaçait lentement vers le nord dans un léger flux entre un creux barométrique au nord-ouest et une crête au nord-est.
Durant la nuit, une convection profonde a varié sur la partie nord-ouest de la circulation, le centre du système devenant davantage intégré dans les sommets des nuages les plus froids. Cependant, cette tendance convective s'est stabilisée aux premières heures du 23 octobre en raison du cisaillement du vent d'est, qui a gêné une organisation plus poussée et a laissé le centre partiellement exposé. À 3 h UTC le 24 octobre, les images satellitaires micro-ondes ont montré une structure en anneau de bas niveau, indice d'une intensification rapide imminente. Au matin, l'intensification explosive a commencé, rendue possible par la diminution du cisaillement du vent du sud-est et des températures de surface de l'océan élevées, de 29 à 31 °C.
Sur les images satellite visibles, un œil est devenu apparent et Otis a atteint la catégorie 3 des ouragans de l'échelle de Saffir-Simpson à 21 h UTC le même jour selon le rapport d'un avion de reconnaissance. Ces mesures ont révélé que l'ouragan était considérablement plus puissant que ne le suggérait la technique de Dvorak basée sur l'imagerie satellite et qu’Otis subissait une intensification explosive, la pression de la surface centrale diminuant de 10 hPa entre chaque passe de l'avion. Le NHC a continué d'observer une organisation croissante de l'ouragan sur l'imagerie satellite tout au long de la journée, sans aucun signe de ralentissement. À 3 h UTC le 25 octobre, le NHC a rehaussé Otis en ouragan de catégorie 5 avec des vents soutenus de 260 km/h.
Otis s'est encore légèrement renforcé et à 6 h 25 UTC le 25 octobre, l'ouragan a touché terre près d'Acapulco à son intensité maximale, avec des vents soutenus de 270 km/h et une pression centrale de 923 hPa, devenant ainsi le premier ouragan du Pacifique Est jamais enregistré à toucher terre avec telle intensité, dépassant ainsi Patricia en tant qu'ouragan du Pacifique le plus puissant ayant touché terre,. Otis s'est ensuite rapidement affaibli après avoir touché terre, s'affaiblissant en tempête tropicale à 18 h UTC et se dissipant dans les trois heures suivantes.

## Préparatifs et conséquences
À l'approche de l'ouragan, le gouvernement de l'État du Guerrero a commencé à préparer 396 abris pour accueillir les résidents menacés par les vents violents et les dégâts causés par l'onde de tempête. L'armée et la marine mexicaines ont envoyé 8 000 soldats pour soutenir les opérations d'aide et de sauvetage. Les autorités du Guerrero ont fermé le port principal d'Acapulco. Les écoles devaient être fermées avant l'arrivée prévue d'Otis. Tous les vols à destination et en provenance de l'aéroport international général Juan N. Álvarez d'Acapulco ont été annulés, ce qui a affecté plusieurs compagnies aériennes, dont Aeroméxico, Volaris et Viva Aerobus..

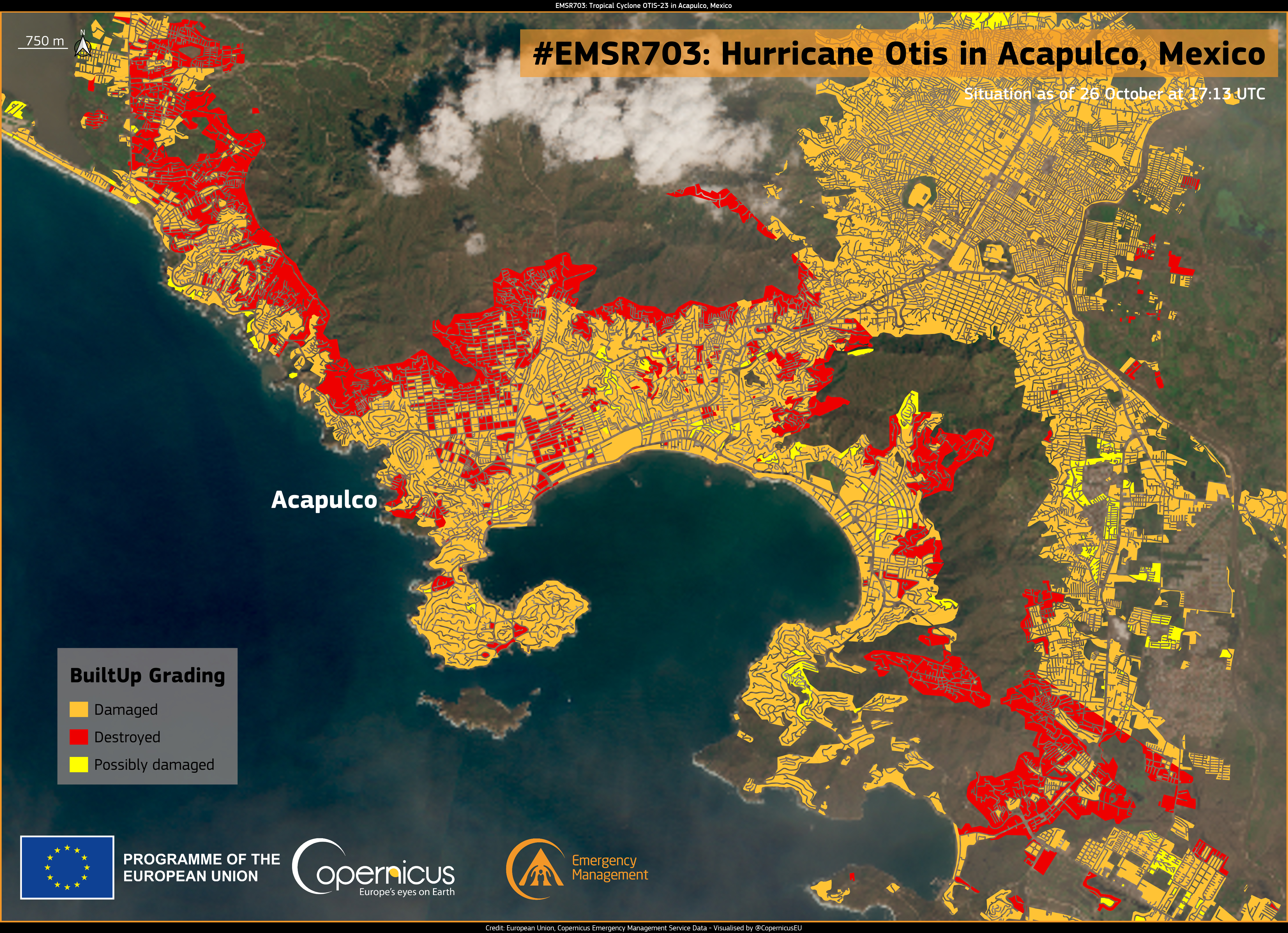
Zones de dommages en jaune et de destruction en rouge à Acapulco.

Une station météorologique de la NOAA près d'Acapulco a enregistré une rafale de vent de 217 km/h) alors que le mur de l'œil traversait la ville. Plus de 500 000 clients ont perdu l'électricité dans tout l'État. Des hôpitaux et des hôtels ont subi des inondations et l'effondrement de plafonds,,. Plusieurs bâtiments ont également été fortement endommagés ou se sont effondrés. Quelque 18 stations de radio d’Acapulco et les télécommunications ont été coupées dans la ville. Un centre commercial à Acapulco a été détruit et une section d'autoroute menant à la ville a été fermée après un glissement de terrain,. Un aéroport militaire près d'Acapulco a été endommagé, ce qui a rendu difficiles les opérations de sauvetage. Un cours d'eau en crue et des ponts effondrés ont isolé les communautés autour d'Acapulco.
Le passage d'Otis a mis hors ligne une partie importante du réseau sismique de Guerrero appartenant à SkyAlert, une application d'alerte aux tremblements de terre largement utilisée au Mexique, ainsi que le réseau SASMEX, un autre réseau appartenant au CIRES, chargé de diffuser des alertes via haut-parleurs publics et signaux radio. Vingt-sept capteurs ont été touchés dans tout le Guerrero et dans certaines parties des États voisins du Michoacán et d'Oaxaca, ainsi que deux tours de diffusion dans les villes d'Acapulco et de Chilpancingo, entravant la capacité d'avertir les grandes villes proches et plus éloignées, sujettes à des dommages, en cas de tremblement de terre sur les côtes de ces trois États.
Au 26 octobre, les autorités rapportaient au moins 27 personnes décédées et 4 disparus. La plupart des victimes ont été emportées par les cours d'eau en crue selon un responsable régional de sécurité. Le bilan passe à 39 morts et 10 disparus le 28 octobre et à 48 morts et 6 disparus le 29 octobre. Au 21 décembre 2023, les chiffres officiels s'élèvaient à 52 personnes tuées et 32 disparus, avec des dégâts entre 12 et 16 milliards $US.

## Aide
Des abris temporaires ont été ouverts à Acapulco, Tecpán de Galeana et Coyuca de Benítez (es). Le gouvernement du Guerrero a mobilisé 30 à 40 camions pour transporter les touristes déplacés vers un abri. Le gouvernement fédéral a mobilisé 10 000 militaires pour contribuer aux efforts de rétablissement. Le 26 octobre, la compagnie nationale AeroMexico a annoncé mettre sur pied un pont aérien humanitaire dès que possible pour le transfert des touristes, des secouristes, des volontaires et des vivres. Le même jour, un convoi d'aide est parti par la route pour Acapulco.
Le bloc du Congrès du Mouvement de régénération nationale a offert une aide de 10 millions de pesos. Avec près de 1,7 milliard de dollars US de fonds, le gouvernement mexicain pensait disposer des ressources économiques nécessaires pour réparer les dégâts causés au Guerrero.

## Problèmes de prévision
Les modèles numériques de prévision météorologique n'ont pas réussi à prédire l'ampleur de l'intensification explosive qui s'est produite, en partie à cause du manque de données car un seul vol de reconnaissance a été effectué et il n'y a pas de radar météorologique à traitement Doppler couvrant cette zone, au sol ou en avion. Certains modèles n'ont pas du tout prédit que l'ouragan toucherait la côte.
Ainsi, l'intensité maximale et la trajectoire finale d’Otis étaient bien au-delà de ce qui avait été prévu par le NHC. Lorsque le cyclone tropical s'est formé, trois jours avant de toucher la côte, la trajectoire prévue était plutôt vers le Pacifique et il ne dépassait pas le niveau de faible tempête tropicale. Seulement 24 heures avant que l'ouragan n'atteigne une intensité de catégorie 5, le NHC prévoyait une intensité maximale de seulement 110 km/h. La trajectoire prévue a seulement été modifiée 16 heures avant la frappe pour montrer qu’Otis toucherait terre, mais le NHC prévoyait qu'il culminerait en tant qu'ouragan de catégorie 1 avec des vents de 150 km/h. De plus, la nouvelle prévision montrait son arrivée près d'un jour après sa frappe réelle à l'intérieur des terres.

## Retrait
Lors de sa réunion printanière de 2024, le Comité des ouragans de l'Organisation météorologique mondiale (OMM) a retiré le nom Otis en raison des lourdes pertes humaines et matérielles lorsqu'il a frappé la station balnéaire d'Acapulco, en octobre 2023